# 真鍋大度
真鍋 大度（まなべ だいと、1976年7月18日 - ）は、日本のメディアアーティスト、プログラマー、デザイナー、映像作家、DJ、VJ。株式会社アブストラクトエンジン取締役、ライゾマティクス代表。慶應義塾大学環境情報学部特別招聘教授。

## 経歴
1976年、東京都目黒区で生まれる。父親はジャズベーシスト、母親はサウンドプログラマーをしており、幼い頃から音楽に囲まれた環境で育つ。目黒区立第三中学校を経て、市川高等学校を卒業後、東京理科大学理学部数学科に入学。ムロツヨシは大学時代の同級生。大学卒業後、大手電機メーカーにシステムエンジニアとして入社。その後、友人からITのベンチャー企業に誘われて転職するも半年で退社した。
2002年、IAMAS（岐阜県立国際情報科学芸術アカデミー）に進学し、プログラミングを用いた表現を学んだ。2006年には、株式会社Rhizomatiks（ライゾマティクス）を設立し、2008年に石橋素とハッカーズスペース「4nchor5 La6」（アンカーズラボ）を設立。2009年、世界的なメディアアートのコンペティション「Prix Ars Electronica」の審査員を務めた。
2012年、NHK杯国際フィギュアスケート競技大会のエキシビジョンにて浅田真央や羽生結弦が滑ると、鮮やかなピンクや黄色、紫の線が後を追いかけるように描かれていくシステムを開発した。同年の『第63回NHK紅白歌合戦』（NHK G）では、嵐、Perfumeの演出を担当。
2013年、2020年東京オリンピック招致のためのプレゼンテーション映像を制作、太田雄貴選手の剣先の動きを映像化する演出企画、プログラミングを担当した。
2014年、AppleのMac誕生30周年スペシャルサイト「Thirty Years of Mac」では、11人のキーパーソンの内の1人に選出された。また、2020年東京オリンピックのエンブレムのデザイン選考では審査員を務めた。
2015年、Perfumeの「SXSW」でのライブのテクノロジー部分の企画、及びディレクションを担当し、国際的にも高い評価を受けた。また、ビョークのミュージックビデオ「Mouth Mantra」では360 Technical & Visual Development Directorを務めた。
2016年8月に行われた第31回夏季オリンピック「リオデジャネイロオリンピック」閉会式のフラッグハンドオーバーセレモニーではAR、フィールドの映像ディレクション、テクニカルディレクターを担当した。
2017年3月にドイツ・ハノーヴァーで行われた「CeBIT」の前夜祭で繰り広げられたパフォーマンスにて、AR・映像などのアーティスティックディレクション、ライトデザイン、作曲家の選定と楽曲のディレクションなどを担当した。
2018年11月に日本国内の美術館では初となる個展「真鍋大度 ∽ ライゾマティクスリサーチ」展を、鹿児島県霧島アートの森で開催した。
2019年7月よりZIP-FMにてラジオ番組『Left field』をスタートした。
2019年11月に行われた「天皇陛下御即位をお祝いする国民祭典」では奉祝曲の照明演出、ソフト開発、オペレーションを担当した。

## 主な受賞作品
- scoreLight（Alvaro CASSINELLI/真鍋大度/栗原優作/Alexis ZERROUG）
  - 第13回 文化庁メディア芸術祭/エンターテインメント部門/優秀賞
- NIKEiD. GENERATOR（柿並俊介/井上聡/石原和/松原康雄/鈴木大栄/辻修平/宮下暁/渡辺英輝/齋藤精一/真鍋大度/寺嶋徹/松浦寿悟/飯田建一)
  - Spikes Asia 2009/Digital/Bronze
  - CLIO Awards 2010/Innovative Media/Silver
  - One Show 2010/Interactive Advertising/Silver
  - International Advertising CUP/Best of Media/Best of one2one
- NIKE MUSIC SHOE（大野真吾/何直己/六反孝幸/フランク・ハーン/伊藤直樹/関根光才/斉藤精一/高橋聡/真鍋大度/柳沢知明）
  - Cannes Lions 2010/Film Craft Lions/Silver
  - Cannes Lions 2010/Film Lions/Bronze
  - ADFEST 2011/Cyber Lotus/Gold
  - ADFEST 2011/Film Craft Lotus/Silver
  - 第9回 東京インタラクティブ・アド・アワード/Online Video/Gold
  - 第9回 東京インタラクティブ・アド・アワード/Website Product/Silver
  - New York Festivals Awards 2011/ART TECHNIQUE: Interactive/Gold
  - New York Festivals Awards 2011/DIGITAL & INTERACTIVE: Online Advertising Product & Service/Silver
  - One Show 2011/Craft/Gold
  - One Show 2011/Online Films And Video/Silver
- particles（真鍋大度/石橋素）
  - 第15回 文化庁メディア芸術祭/アート部門/優秀賞
  - Prix Ars Electronica 2011/Interactive Art/Award of Distinction（準グランプリ）
- Perfume Global Site Project（真鍋大度/MIKIKO/中田ヤスタカ/堀井哲史/木村浩康）
  - 第16回 文化庁メディア芸術祭/エンターテインメント部門/大賞
  - Cannes Lions/Cyber Lions/Silver
  - Prix Ars Electronica 2013/Interactive Art/Honorary Mentions
  - グッドデザイン賞 2013/未来づくりデザイン賞
- Sound of Honda / Ayrton Senna 1989（菅野薫/保持壮太郎/大来優/キリーロバ・ナージャ/米澤香子/関根光才/澤井妙治/真鍋大度）
  - 第17回 文化庁メディア芸術祭/エンターテインメント部門/大賞
  - Cannes Lions/Titanium & Integrated Lions/Grand Prix
  - Cannes Lions/Film Lions/Gold
  - Cannes Lions/Cyber Lions/Gold & Silver
  - Cannes Lions/Promo & Activation Lions/Gold & Silver
  - Cannes Lions/Direct Lions/Gold & Silver
  - Cannes Lions/Outdoor Lions/Gold & Bronze
  - Cannes Lions/Design Lions/Silver & Bronze
  - Cannes Lions/Branded Content & Entertainment Lions/Silver
  - Prix Ars Electronica/Interactive Art/Honorary Mentions
  - ADFEST 2014/Interactive Lotus/Grand Prix
  - ADFEST 2014/Promo Lotus/Grand Prix
  - ADFEST 2014/Integrated Lotus/Grand Prix
  - 第93回 NYADC（New York Art Directors Club）/ADVERTISING AMBIENT/Silver
  - D&AD Awards 2014（British Design & Art Direction）/Crafts for Advertising/Black Pencil（最高賞） & Yellow Pencil（部門賞）
  - D&AD Awards 2014（British Design & Art Direction）/Yellow Pencil（部門賞）
  - One Show 2014/Data and Human Experience/Gold
  - Spikes Asia 2014/Digital/Grand Prix, Gold & Silver
  - Spikes Asia 2014/Film/Grand Prix
  - Spikes Asia 2014/Outdoor/Grand Prix & Bronze
  - Spikes Asia 2014/Promo & Activation/Grand Prix & Silver
  - Spikes Asia 2014/Branded Content & Entertainment/Gold
  - Spikes Asia 2014/Design/Silver
  - Spikes Asia 2014/Direct/Silver & Bronze
  - Spikes Asia 2014/Radio/Silver
  - 第54回 ACC CM FESTIVAL/インタラクティブ部門/グランプリ
  - 第54回 ACC CM FESTIVAL/テレビCM部門/ゴールド
  - 第54回 ACC CM FESTIVAL/ラジオCM部門/ゴールド
  - グッドデザイン賞 2014/グッドデザイン金賞
- センシング・ストリームズ ―不可視、不可聴（坂本龍一/真鍋大度）
  - 第18回 2014年文化庁メディア芸術祭/アート部門/優秀賞
- border（Rhizomatiks Research /ELEVENPLAY / evala / Takayuki Fujimoto）
  - VRクリエイティブアワード2016/優秀
- Nosaj Thing / Cold Stares ft. Chance The Rapper + The O’My’s（Daito Manabe, MIKIKO, TAKCOM, ELEVENPLAY, Rhizomatiks Research）
  - Prix Ars Electronica 2016/Computer Animation, Film, VFX/Award of Distinction
- FUTURE-EXPERIMENT VOL.01 docomoxPerfume 距離をなくせ。
  - コードアワード2018/グランプリ
- discrete figures（真鍋大度/石橋素/MIKIKO/ELEVENPLAY）
  - 第22回 2019年文化庁メディア芸術祭/アート部門/優秀賞
- Perfume xTechnology presents ”Reframe"（Perfume+Reframe制作チーム <代表：MIKIKO> /真鍋大度/石橋素）
  - 第22回 2019年文化庁メディア芸術祭/エンターテインメント部門/優秀賞
- OK Go "OBSESSION"（野添剛士, 斉藤迅, 原野賢太郎, 田中裕介, 真鍋大度, 石橋素, ダミアン・クラッシュ）
  - 第22回 2019年文化庁メディア芸術祭/エンターテインメント部門/審査委員会推薦作品
- Squarepusher/Terminal Slam（真鍋大度/清水憲一郎）
  - Prix Ars Electronica 2020/Computer Animation/Honorary Mentions

## 個展
- 特別企画展「真鍋大度♾ライゾマティクスリサーチ」（2018年11月16日ー2019年1月14日 / 鹿児島県霧島アートの森）

## 主なテクニカル演出参加作品
- electric stimulus to face（2008年10月）
- LAFORET GRAND BAZAR - CM "Geee Face"（2011年1月）
- traders - realtime visualization of Tokyo Stock Exchange（2013年10月）
- Bjork “Mouth Mantra” Music Video（2015年12月）
- ANREALAGE 2018-19 A/W COLLECTION “PRISM”（2018年2月27日 Le Centorial, Paris, France）
- LEXUS DESIGN EVENT 2019 - LEADING WITH LIGHT（2019年4月9日-14日 Superstudio Più, Milano Salone）
- Perfume - "だいじょばない” Live at Coachella 2019（2019年4月21日 コーチェラ）
- MANSAI ◉ 解体新書 その参拾 特別版 『５W１Ｈ』（2019年7月9日-14日 世田谷パブリックシアター）
- KAZU “Come Behind Me, So Good!” Music Video（2020年3月）
- White Mountaineering 2021 Spring / Summer Collection（2020年7月13日）
- サカナクション - SAKANAQUARIUM 光 ONLINE （2020年8月15日、16日）
- 非同期テック部 - 『非常事態宣言（オムニバス映画）』 / 「DEEPMURO」（2020年8月28日ー / Amazon Prime Video）
- Perfume Imaginary Museum ”Time Warp” (2020年9月21日 オンライン)
- "Ryuichi Sakamoto : Playing the Piano 12122020” (2020年12月12日 オンライン)

## 主なテレビ出演
- 情熱大陸（2013年11月3日、TBS）
- プロフェッショナル 仕事の流儀（2014年5月12日、NHK総合）[5]
- 夏目と右腕（2015年2月15日、テレビ朝日）
- Fresh Faces 〜アタラシイヒト〜（2015年8月2日、BS朝日）
- SWITCHインタビュー 達人達 「本木雅弘 X 真鍋大度」（2015年9月26日 / Eテレ）
- 課外授業 ようこそ先輩（2016年2月19日、NHK Eテレ）
- Perfume × TECHNOLOGY 2017（2017年12月21日、NHK総合）
- 白の美術館（2019年9月18日、25日、テレビ朝日）
- 白の美術館（2019年10月21日、BS朝日）
- NHKアカデミア「真鍋大度 生きるヒントが、ここに。」（2023年2月28日、NHK Eテレ）[25]

## ラジオ番組
- LEFT FIELD（2019年7月5日ー2020年3月28日 /毎週金曜日 / ZIP-FM）
- INNOVATION WORLD ERA（2020年4月5日ー/ 毎月第１日曜日 / J-WAVE）

## オンラインイベント
- ライゾマティクス Staying TOKYO（2020年4月3日ー6月19日 / TWITCH）
- 非同期テック部第１回作品「ムロツヨシショー、そこへ、着信、からの」（2020年5月5日 インスタライブ）
- ライゾマティクス Playing TOKYO（2020年6月27日ー /TWITCH）

## コマーシャル出演
- WORN DIFFERENT - Dr.Martens（2018年6月）
- Mac - Behind the Mac - Apple（2018年7月）